# 95935 Grego
95935 Grego è un asteroide della fascia principale. Scoperto nel 2003, presenta un'orbita caratterizzata da un semiasse maggiore pari a 2,3613620 UA e da un'eccentricità di 0,0562690, inclinata di 6,58954° rispetto all'eclittica.